# 唐九华
唐九华（1929年—2001年）中国光学工程总体设计专家。

## 生平
原籍浙江绍兴，生于上海，1951年毕业于交通大学机械工程系。曾任中国科学院长春光学精密机械研究所研究员。1991当选为中国科学院院士（学部委员）。